# Евмений (Тамиолакис)
Епи́скоп Евме́ний (греч. Επίσκοπος Εὐμένιος, в миру Гео́ргиос Пе́тру Тамиола́кис, греч. Γεώργιος Πέτρου Ταμιωλάκης; 26 ноября 1945, Агиос-Харлампи Крит, Греция) — епископ Константинопольского Патриархата, викарий Германской митрополии (с 15 января 1994 года) с титулом — епископ Лефкийский.

## Биография
Родился 26 ноября 1945 года в Айос-Харлампи на Крите, в Греции. Окончил начальную школу и гимназию на малой родине.
В 1959 году поступил послушником в Крусталленский монастырь в Ласифи. В 1964 году принял монашество.
23 декабря 1964 года митрополитом Петрским Димитрием (Бурлакисом) рукоположен в сан диакона. Служил в храме святого Георгия в доме престарелых в Селинари, Крит, а затем в Ханийском кафедральном соборе. Исполнял обязанности секретаря митрополии в Хании.
В 1972 году поступил в Богословскую школу Афинского университета. Слудил диаконом в Афинской архиепископии и исполнял обязанности её секретаря.
В 1976 году окончил богословский факультет Афинского университета и отбыл в Германию, где был назначен диаконом в храм святых апостолов в Дортмунде.
3 апреля 1977 года в Вербное воскресенье рукоположен в сан иерея и возведён в сан архимандрита. Краткосрочно служил в Петрской митрополии на Крите.
В том же 1977 году снова прибыл Германию, и с октября того года вплоть до архиерейского поставления служил в клире греческой Германской митрополии, настоятелем Димитриевского храма в городе Аахене. Обучался в аспирантуре по социологии и образованию в Аахене. Стремился развить и усилить сеть добрососедских отношений вверенного ему прихода.
В 1978—1994 годах также был преподавателем в Карпенисийской церковной школе, в ряде греческих школ в Германии. Пользуясь немецким государственным финансированием организовал преподавание греческого языка в Аахене, Дюрене, Гейдельберге и Гайленкирхене.
15 января 1994 года в Дюссельдорфе рукоположен в сан епископа Лефкийского, викария Германской митрополии.
22 декабря 1993 года решением Священного Синода Константинопольской православной церкви был избран, епископа Левкийского, викария Германской митрополии.
15 января 1994 года в Дюссельдорфском Андреевском храме состоялась его епископская хиротония которую совершили: митрополит Германский Августин (Ламбардакис), митрополит Гортинский
Кирилл (Киприотакис), митрополит Петрский Нектарий (Пападакис), епископ Еврипский Василий (Панайотакопулос), епископ Аристский Василий (Циопанас), епископ Памфилийский Хризостом (Димитриадис) и епископ Фермский Димитрий (Гроллиос).
В качестве викарного епископа участвовал в ряде комитетов Германской митрополии, три года состоял личным секретарём митрополита Германского Августина, а также представлял митрополию на многих форумах.